# Nemoria bistriaria
Nemoria bistriaria là một loài bướm đêm trong họ Geometridae.